# 明円
明円（みょうえん/めいえん、生年不詳 - 正治元年（1199年））は、平安時代末期-鎌倉時代初期の仏師。円派の優美な伝統的彫刻様式を伝える。

## 略歴
- 1166年（仁安元）近衛基実の法要、阿弥陀如来、観音菩薩、不動明王の三躯を造る。
  - これにより法橋位に叙せられる。
- 1191年（建久2）平重衡の焼打ち後の復興で、興福寺金堂の造仏を手がける。

## 作品
- 大覚寺五大明王（1167年）

## その他
明円以後円派は衰退した。

## 関連
- 院尊
- 忠円（父）
- 朝円（弟子）
- 寛円（弟子）
- 定円（寛円の弟子）